# Shannonomyia (Shannonomyia) lentoides
Shannonomyia (Shannonomyia) lentoides is een tweevleugelige uit de familie steltmuggen (Limoniidae). De soort komt voor in het Neotropisch gebied.